# Mount Gorman, Antarktis
Mount Gorman är ett berg i Antarktis. Det ligger i Östantarktis. Australien gör anspråk på området. Toppen på Mount Gorman är 1 791 meter över havet.
Terrängen runt Mount Gorman är huvudsakligen platt, men åt sydväst är den kuperad. Trakten är obefolkad. Det finns inga samhällen i närheten.